# Albert Collart
Pour les articles homonymes, voir Collart.
Albert Collart, né le 10 décembre 1899 à Liège et mort le 1er novembre 1993 à Auderghem, est un entomologiste connu pour sa passion des ex-libris.

## Biographie
Albert Collart est né le 10 décembre 1899. Après avoir suivi une formation accélérée à l'école de médecine tropicale installée dans le château Duden à Forest, il entame en 1923 une carrière d'agent sanitaire au Congo belge. Naturaliste amateur, il collectionne des insectes et transmet ses observations au Musée royal de l'Afrique centrale à Tervuren. Transféré au laboratoire de parasitologie de Stanleyville, il étudie divers parasites et participe à une mission d'étude de la peste dans la région du lac Albert.
De retour en Belgique au début des années 1930, il commence une nouvelle carrière d'aide-naturaliste à l'Institut royal des sciences naturelles à Bruxelles. Gravissant les échelons hiérarchiques, il y est finalement nommé directeur de laboratoire en 1952 et occupe ce poste jusqu'à sa retraite fin 1964. 
Il meurt le 1er novembre 1993 à Auderghem. Ses cendres sont dispersées au cimetière de Robermont, dans sa ville natale à laquelle il était resté très attaché.

## Collectionneur d'ex-libris
Albert Collart a découvert les ex-libris en 1952 lors de visites aux libraires et salles de vente. Très vite, il s’est intéressé et passionné pour ces vignettes qu’il s’est mis à rechercher. Il découvrit la même année 1952 l’Association Belge Des Collectionneurs et Dessinateurs d’Ex-libris (ABCDE) dont il devint un membre et un collaborateur assidu notamment par les nombreuses publications dans le bulletin de liaison. L’association ne dura que quelques années. 
Il fut alors membre fondateur d’une nouvelle association : Graphia. Là aussi il publia de nombreux articles et devint, finalement, président de Graphia. À son décès, en 1993, sa collection était riche de plus de 80 000 pièces et il possédait plus de 200 ex-libris à son nom. Cette collection fut vendue aux Pays-Bas et ses ex-libris personnels sont en possession de son neveu Louis Pâque de Liège.[réf. nécessaire]

## Œuvres
- (es) Albert Collart, Gianni Mantero: el exlibris, Barcelone, Luis Bardón Mesa, coll. « Biblioteca del Exlibrista » (no 9), 1965, 147 p.